# Ligne 1B du métro de Bruxelles
Pour les articles homonymes, voir Ligne 1.
La ligne 1B du métro de Bruxelles était une ligne de métro de Bruxelles, reliant le sud-est de l’agglomération bruxelloise (Woluwe-Saint-Lambert) au sud-ouest (Anderlecht), en trois quarts d’heure. Elle fut en service de septembre 1976 au 3 avril 2009, date de la restructuration du réseau de métro. Elle est remplacée par les lignes 1 et 5.

## Tracé et stations (jusqu'au 3 avril 2009)
|  |   |  | Stations            | Communes desservies  | Correspondances (Train, métro, tram)   |
|  | - |  | ------------------- | -------------------- | -------------------------------------- |
|  | o |  | Érasme              | Anderlecht           |                                        |
|  | o |  | Eddy Merckx         | Anderlecht           |                                        |
|  | o |  | CERIA               | Anderlecht           |                                        |
|  | o |  | La Roue             | Anderlecht           |                                        |
|  | o |  | Bizet               | Anderlecht           |                                        |
|  | o |  | Veeweyde            | Anderlecht           |                                        |
|  | o |  | Saint-Guidon        | Anderlecht           | (T) · (31) · (81)                      |
|  | o |  | Aumale              | Anderlecht           |                                        |
|  | o |  | Jacques Brel        | Anderlecht           |                                        |
|  | o |  | Gare de l’Ouest     | Molenbeek            | (T) · (82) · (83)                      |
|  | o |  | Beekkant            | Molenbeek            | (M) · (1A)                             |
|  | o |  | Étangs Noirs        | Molenbeek/Koekelberg |                                        |
|  | o |  | Comte de Flandre    | Molenbeek            |                                        |
|  | o |  | Sainte-Catherine    | Bruxelles            |                                        |
|  | o |  | De Brouckère        | Bruxelles            | (T) · (3) · (4) · (31) · (32) · (33)   |
|  | o |  | Gare Centrale       | Bruxelles            | SNCB                                   |
|  | o |  | Parc                | Bruxelles            | (T) · (92) · (94)                      |
|  | o |  | Arts-Loi            | Bruxelles            | (M) · (2)                              |
|  | o |  | Maelbeek            | Bruxelles            |                                        |
|  | o |  | Schuman             | Bruxelles            | SNCB                                   |
|  | o |  | Merode              | Etterbeek            | SNCB                                   |
|  | o |  | Montgomery          | Woluwe-Saint-Pierre  | (T) · (25) · (39) · (44) · (81) · (83) |
|  | o |  | Joséphine-Charlotte | Woluwe-Saint-Lambert |                                        |
|  | o |  | Gribaumont          | Woluwe-Saint-Lambert |                                        |
|  | o |  | Tomberg             | Woluwe-Saint-Lambert |                                        |
|  | o |  | Roodebeek           | Woluwe-Saint-Lambert |                                        |
|  | o |  | Vandervelde         | Woluwe-Saint-Lambert |                                        |
|  | o |  | Alma                | Woluwe-Saint-Lambert |                                        |
|  | o |  | Crainhem            | Woluwe-Saint-Lambert |                                        |
|  | o |  | Stockel             | Woluwe-Saint-Pierre  | (T) · (39)                             |

### Schéma (Station Beekkant)
À Beekkant :
- les rames 1A venant de l’est rebroussaient chemin et poursuivaient leur route en direction de Roi Baudouin
- les rames 1B venant de l’est poursuivaient leur route en direction de Érasme

## Maintenant
Dans le cadre du plan, le 4 avril 2009, la ligne 2 (Petite Ceinture) a été élargie à partir de son terminus Delacroix à la station Gare de l’Ouest anciennement desservie par la ligne 1B. En même temps, une restructuration du métro de la Région de Bruxelles a modifié ses lignes de métro. La ligne de métro 1B est réduite à la Gare de l’Ouest sous le numéro de la ligne 1. Le voyage Gare de l’Ouest - Érasme est pris en charge par la nouvelle ligne 5 (Érasme - Herrmann-Debroux).